# Satoshi Yamaguchi (Fußballspieler, 1978)
Satoshi Yamaguchi (jap. 山口 智, Yamaguchi Satoshi; * 17. April 1978 in Sakawa, Präfektur Kōchi) ist ein ehemaliger japanischer Fußballspieler.

## Karriere

### Verein
Satoshi Yamaguchi erlernte das Fußballspielen in der Jugendmannschaft von JEF United Ichihara. Hier unterschrieb er 1997 auch seinen ersten Vertrag. Der Verein spielte in der ersten japanischen Liga. 2001 wurde er an den Ligakonkurrenten Gamba Osaka nach Suita ausgeliehen. Nach der Ausleihe wurde er Anfang 2002 von Osaka fest verpflichtet. 2005 feierte er mit Gamba die japanische Meisterschaft. Im gleichen Jahr stand er im Finale des J.League Cup. Das Endspiel gegen JEF United Ichihara Chiba verlor man im Elfmeterschießen. Im Jahr darauf erreichte man das Endspiel im Kaiserpokal. Hier verlor man mit 3:0 gegen die Urawa Red Diamonds. 2007 gewann er mit Osaka den J. League Cup und den Supercup. Hier besiegte man im J. League Cup Kawasaki Frontale mit 1:0. Das Spiel im Supercup gewann man mit 4:0 gegen die Urawa Red Diamonds. 2008 gewann er mit dem Verein den Kaiserpokal und die AFC Champions League. Das Endspiel im Kaiserpokal gewann man mit 1:0 n. V. gegen Kashiwa Reysol. Im Finale der AFC Champions League gegen den australischen Vertreter Adelaide United ging man als Sieger hervor. 2009 verteidigte man den Kaiserpokal. Das Endspiel gegen Nagoya Grampus wurde mit 4:1 gewonnen. Die japanische Vizemeisterschaft feierte er 2010. Nach 320 Erstligaspielen wechselte er 2012 zu seinem ehemaligen Verein JEF United, der mittlerweile in der zweiten Liga spielte. Für JEF absolvierte er 120 Zweitligaspiele. 2015 verpflichtete ihn der ebenfalls in der zweiten Liga spielende Kyoto Sanga aus Kyōto. Das war auch seine letzte Station.
Am 31. Dezember 2015 beendete er seine Karriere als Fußballspieler.

### Nationalmannschaft
Yamaguchi spielte dreimal für die japanische Nationalmannschaft.

## Erfolge
Gamba Osaka
- J1 League

Meister: 2005
Vizemeister: 2010
- J.League Cup

Sieger: 2007
Finalist: 2005
- Kaiserpokal

Sieger: 2008, 2009
Finalist: 2006
- Supercup: 2007

- AFC Champions League: 2008